# Exocentrus basituberculatus
Exocentrus basituberculatus es una especie de escarabajo longicornio perteneciente al género Exocentrus, categorizada en la tribu Exocentrini, de la subfamilia Lamiinae.
Mide 4 mm de longitud. Insecto relativamente diminuto, brillante, con alas negras y cuerpo oscuro.

## Taxonomía
Se atribuye su descripción al entomólogo de origen francés Maurice Pic, quien la citó por primera vez en 1933. La especie aparece registrada en la sección Nouveautés diverses de Mélanges Exotico–Entomologiques, 62: 1–36, publicada por Pic Maurice en 1933.

## Distribución
Se distribuye por Asia, en Vietnam.